# Ormosia perplexa
Ormosia perplexa là một loài ruồi trong họ Limoniidae. Chúng phân bố ở miền Tân bắc.